# Alice et la Pantoufle d'hermine
Alice et la Pantoufle d'hermine (titre original : The Clue in the Crumbling Wall, littéralement : « L'indice dans le mur qui tombe en ruine ») est le vingt-deuxième roman de la série américaine Alice (Nancy Drew en VO) écrit par Caroline Quine, nom de plume collectif de plusieurs auteurs. L'auteur de ce roman est Mildred Wirt Benson.
Aux États-Unis, le roman a été publié pour la première fois en 1945 par Grosset & Dunlap, New York. En France, il a paru pour la première fois en 1965 chez Hachette Jeunesse dans la collection « Bibliothèque verte » sous le no 268.

## Résumé
Remarque : le résumé est basé sur les éditions cartonnées non abrégées parues de 1965 à 1971 en langue française.
Des plants de rosiers sont volés dans le jardin des Roy. Alice découvre que la voleuse est une fillette de huit ans, Roseline Fenimore. Passionnée de fleurs, elle ne peut s'en offrir, car elle vit dans la pauvreté avec sa mère, une veuve malade. Mme Fennimore confie à Alice que si l'on pouvait retrouver sa sœur Floriane, une danseuse disparue plusieurs années auparavant, Roseline et elle-même seraient à l'abri du besoin : en effet, le fiancé de Floriane, un homme d'affaires très riche du nom de John Trabert, était mort en léguant son château et sa fortune à sa fiancée.
Il ne reste que trois semaines à Floriane pour réclamer son héritage, à défaut de quoi l’État en héritera. Alice décide de retrouver Floriane. Pour ce faire, elle se rend avec ses amies Bess et Marion dans la fabrique attenante au château Trabert dans l'espoir d'y découvrir un indice.
Qu'elle n'est pas la surprise des jeunes filles lorsqu'elles aperçoivent des inconnus en train de détruire les murs avec de la dynamite...

## Personnages

### Personnages récurrents
- Alice Roy : jeune détective amateur blonde, orpheline de mère, fille de James Roy.
- James Roy : avoué[2] de renom, père d'Alice Roy, veuf.
- Bess Taylor : jeune fille blonde et rondelette, une des meilleures amies d'Alice.
- Marion Webb : jeune fille brune et sportive, cousine germaine de Bess Taylor et une des meilleures amies d'Alice.
- Sarah : la fidèle vieille gouvernante des Roy, qui a élevé Alice à la mort de sa mère.

### Personnages spécifiques à ce roman
- Méptit (Salty en VO) : vendeur de produits de la mer, retraité de la marine, qui aide Alice.
- Lieutenant Masters : jeune femme assistante de police.
- Mme Fenimore : veuve pauvre et malade.
- Roseline Fenimore (Joan Fenimore en VO) : sa fille de huit ans.
- Floriane "Flossie" Demott (Juliana Johnson en VO) : sœur de Mme Fenimore, danseuse de ballet.
- John Trabert (Walter Heath en VO) : le riche fiancé de Floriane, propriétaire du château Trabert (Heath Castle en VO).
- Jeddy Houkker (Teddy Hooper en VO) : garçon voisin des Fenimore, fils de Cobb Houkker.
- Hector Karoja : le gérant du château Trabert.
- Cobb Houkker et Biggs : les complices de Karoja.

## Éditions françaises
Note : Toutes les éditions ont paru aux éditions Hachette.
- 1965 : Alice et la Pantoufle d'hermine — coll. « Bibliothèque verte » no 268, cartonné, texte original. Illustré par Albert Chazelle. Traduit par Anne Joba. 252 p.
- 1971 : Alice et la Pantoufle d'hermine — coll. « Bibliothèque verte » no 268, cartonné, texte original. Nouvelle couverture d'Albert Chazelle.
- 1978 : Alice et la Pantoufle d'hermine — coll. « Idéal-Bibliothèque », cartonné, texte original (?). Illustrations de Jean-Louis Mercier. Traduit par Anne Joba. 25 chapitres. 185 p.
- 1985 : Alice et la Pantoufle d'hermine — coll. « Bibliothèque verte » (série au dos hachuré), cartonné, texte abrégé. Couverture et illustrations intérieures de Jean Sidobre. Traduit par Anne Joba. 21 chapitres. 157 p.
- 1997 : Alice et la Pantoufle d'hermine — coll. « Bibliothèque verte » no 448, format poche souple, texte abrégé. Illustrations de Philippe Daure.
- 2002 : Alice et la Pantoufle d'hermine — coll. « Bibliothèque verte » (série au timbre-poste), format mi-souple, texte abrégé. Nouvelle couverture de Philippe Daure.
- 2006 : Alice et la Pantoufle d'hermine — coll. « Bibliothèque verte » format mi-souple, texte abrégé. Illustrations de Marguerite Sauvage. Traduit par Jean Esch. 25 chapitres. 219 p.

## Remarques
- La traductrice Anne Joba a pris des libertés avec le texte original en insérant un extrait de la fable de La Fontaine, La Laitière et le Pot au lait : « Adieu veau, vache, cochons, couvée ! » (cf. page 16, chapitre II). Ce passage n’existe pas dans la version originale américaine.
- Aux États-Unis, ce titre sera entièrement revu en 1965 par Harriet Adams. Deux versions existent donc aux États-Unis portant le même titre.
- À noter une absence de réédition française de ce roman pendant 22 ans, de 1985 à 2007.